# Touria El Glaoui

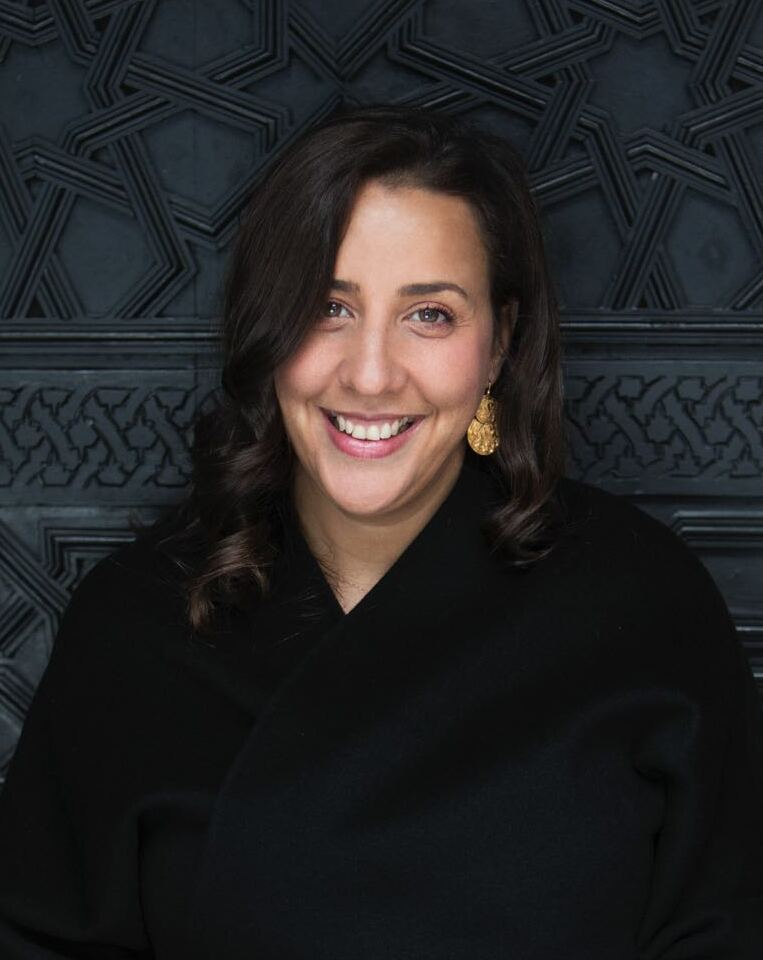
Touria El Glaoui (2021)

Touria El Glaoui (* 1974 in Casablanca) ist eine franko-marokkanische Unternehmerin. Sie ist Gründungsdirektorin der 1-54 Contemporary African Art Fair, die jedes Jahr in London, New York City und Marrakesch stattfindet.

## Herkunft und Ausbildung
Touria El Glaoui ist die Tochter des Malers Hassan El Glaoui und des früheren Models Christine Legendre. Ihr Großvater war Thami El Glaoui, von 1918 bis 1955 Pascha von Marrakesch, der eine wichtige politische und militärische Rolle während des Französischen Protektorats in Marokko spielte.
Touria verbrachte ihre Kindheit in Rabat, wo sie das Collège royal besuchte. Sie studierte in New York strategic management and international affairs an der Pace University.

## Karriere
Nach ihrem Studium fing sie bei der Investmentbank Salomon Smith Barney in New York City an, wo sie als Vermögensberaterin tätig war, 2001 wechselte sie nach London zur Cisco Systems group. Ein Teil ihrer Aufgaben machte eine intensive Reisetätigkeit zwischen Afrika und Westasien nötig, die sie mit der interessierten Beschäftigung mit der dortigen Kunst und deren Vertreter verband. In dieser Zeit beteiligte sie sich an der Kuratierung und Organisation von Ausstellungen der Werke ihres Vaters in London und Marrakesch, die auch dessen Beziehung zu Winston Churchill beleuchteten.
2013 machte sie sich selbständig, um die 1-54 Contemporary African Art Fair zu gründen. Die Kunstmesse für zeitgenössische Kunst aus Afrika fand das erste Mal 2013 im Londoner Somerset House statt. Seit 2015 richtet El Glaoui diese Kunstmesse auch regelmäßig in New York aus, seit 2018 auch in Marrakesch. Die Messe ist nach den 54 Ländern des afrikanischen Kontinents benannt und hat die Zielsetzung, ein globalen Bewusstseins und die Entstehung eines zeitgenössischen afrikanischen Kunstmarktes weltweit zu fördern.
Touria hielt zahllose Vorträge und leitete viele Konferenzen zu zeitgenössischer afrikanischer Kunst und auch zur Rolle von Frauen in Leitungspositionen.

## Sonstige Aufgaben
Sie ist auch Mitglied des Beirats des Christie’s Education programs in London.

## Auszeichnungen
- 2016 Nennung als eine der 100 mächtigsten Frauen Afrikas durch die Zeitschrift Forbes
- 2015, 2018 und 2019 Nennung als eine der 50 mächtigsten Frauen Afrikas durch das Magazin Jeune Afrique
- 2013 und 2020 Nennung als eine der 100 einflussreichsten afrikanischen Geschäftsleute durch das Magazin New African
- 2019 Ernennung zur Chevalière des Ordre des Arts et des Lettres der Republik Frankreich